# الحافة (فلم 2011)
الحافة (بالإنجليزية: the Ledge) هو فيلم درامي أمريكي إنتاج 2011 من إخراج ماثيو تشابمان، ومن بطولة تشارلي هونام، تيرينس هوارد، ليف تايلر، كريستوفر غورهام، وباتريك ويلسون.

## القصة
يرصد الفيلم مناظرةً فلسفيةً. المحقق هوليز لوشيتي (تيرينس هوارد) يتلقى خبرًا غير سار من الطبيب بأنه عقيم منذ ولادته، ولكن لا تكمن المشكلة هنا فالمشكلة الحقيقية كيف استطاع إنجاب أطفال من زوجته؟ على الجانب الآخر يوجد جافين نيكولاس (تشارلي هونام) الرجل الملحد الذي يقف على الحافة من أجل الانتحار. يحتشد الناس حول الحادثة وعلى الفور يسرع هوليز لإنقاذ جافين الذي عقد عزمه على الانتحار. ولكن سرعان ما تكشف الأحداث النقاب عن أسرارٍ وتعقيداتٍ غاية في الإثارة.

## وصلات خارجية
- مقالات تستعمل روابط فنية بلا صلة مع ويكي بيانات